# André des Freux
Compléments
Des Freux traduisit les Exercices spirituels de saint Ignace en latin
André des Freux (en latin Andreas Frusius), né vers 1515 à Chartres (France) et décédé le 26 octobre 1556 à Rome, était un prêtre jésuite français, écrivain et humaniste de renom. Proche collaborateur d’Ignace de Loyola il en traduisit les Exercices spirituels en latin.

## Biographie
D’origine très modeste il fait cependant de bonnes études dans sa ville natale et obtient une maîtrise ‘ès arts’ à Paris. Après son ordination sacerdotale il est curé de Thiverval, dans le diocèse de Versailles. Bientôt cependant il entre au service du cardinal Rodolphe Pio di Carpi, nonce apostolique à Paris.
Accompagnant ce dernier à Rome, des Freux y fait la connaissance des premiers jésuites. Lui-même fait les Exercices spirituels (en compagnie de Juan de Polanco) sous la direction de Jacques Lainez.
En 1541, Polanco et des Freux se joignent au groupe des premiers compagnons de saint Ignace, à Rome, une année à peine après l’approbation officielle de la Compagnie de Jésus. Sa formation spirituelle se fait sous la direction directe de saint Ignace de Loyola. Homme de lettres raffiné et compétent aussi bien en mathématiques qu’en médecine ou droit, l’abbé trouva les épreuves du noviciat particulièrement rudes. Il connaissait également la musique.
Après une période de formation spirituelle il est envoyé à Padoue où il poursuit des études de théologie. Quatre ans plus tard, en 1548, Ignace de Loyola le rappelle à Rome et le prend comme secrétaire, sa  remarquable maitrise du latin étant de grande utilité au saint fondateur. C’est alors que des Freux entreprend de traduire en élégant latin les Exercices spirituels de Saint Ignace, à partir du texte original espagnol, en vue d’obtenir leur approbation par le pape Paul III.
La même année, 1548 des Freux fait partie du groupe envoyé par saint Ignace fonder le premier collège jésuite, à Messine, en Sicile. Le directeur en est Jérôme Nadal, et l’inspiration pédagogique en est ce qui était convenu d’appeler le ‘modus parisiensis’, c’est-à-dire la manière d’enseigner de l’université de Paris, où Ignace avait étudié une vingtaine d’années auparavant. Polanco décrit André des Freux : «Il enseigne je ne sais quoi, car il est bon en tout, aussi doué dans les arts que dans la théologie scolastique ou les Écritures. Il est éminent dans les langues latine et grecque et aussi l'hébreu. Et même en rhétorique il a un don spécial de Dieu. Il est également remarquable en mathématiques»
Il ne reste que deux ans à Messine. En 1550 il participe à la fondation d’un autre collège jésuite, à Venise, mais dès l’année suivante il se trouve à nouveau à Rome pour faire partie du premier corps enseignant du collège romain qui ouvre ses portes en 1551.
Le 11 octobre 1552 des Freux est recteur du collège germanique (le ‘Germanicum’), toujours à Rome, une institution fondée dans la foulée du Collège romain, pour la formation de séminaristes de langue allemande venant des régions d’Europe centrale et suivant les cours du Collège Romain.
Bien qu’encore jeune des Freux souffre de problèmes de santé dès 1545. Ils vont s’aggravant et il meurt le 26 octobre 1556, trois mois après saint Ignace, qu’il assista lors de ses dernières moments.

## Écrivain
Des Freux est le premier jésuite, dont les œuvres furent publiées. Il deviendra un écrivain prolifique. Pour les élèves du Collège romain, il a composé une grammaire latine et un livret pédagogique de utraque copie verborum et praecepta rerum’ (Rome, 1556). Il a préparé également des éditions scolaires de Martial, Horace et Terence ainsi qu'un dialogue sur la nativité du Christ: De modo renascendi cum Christo. Une de ses créations poétiques fut la versification de l’Imitation du Christ, un livre de dévotion très cher à Ignace de Loyola, qui l’invitait parfois à lui jouer des airs musicaux sur le clavicorde.